# عضلات أخمعية
العضلات الأخمعية (بالإنجليزية: scalene muscles)‏ هي مجموعة من ثلاثة أزواج من العضلات تتواجد في جانب الرقبة الوحشي : الأخمعية الأمامية، الأخمعية المتوسطة، والأخمعية الخلفية. يعصب هذه العضلات : الأعصاب الشوكية الرابعة، الخامسة، والسادسة (C4-C6)
ترفع الأخمعية الأمامية والأخمعية المتوسطة الضلع الأولى وتعطفان الرقبة نحو جهتهما؛ ترفع الأخمعية الخلفية الضلع الثانية وتدير الرأس نحو جهتها.

## البنية
تنشأ العضلات الأخمعية من النواتئ المعترضة للفقرات الرقبية من ر2 إلى ر7 وترتكز على الضلعين الأولى والثانية.

### الأخمعية الأمامية

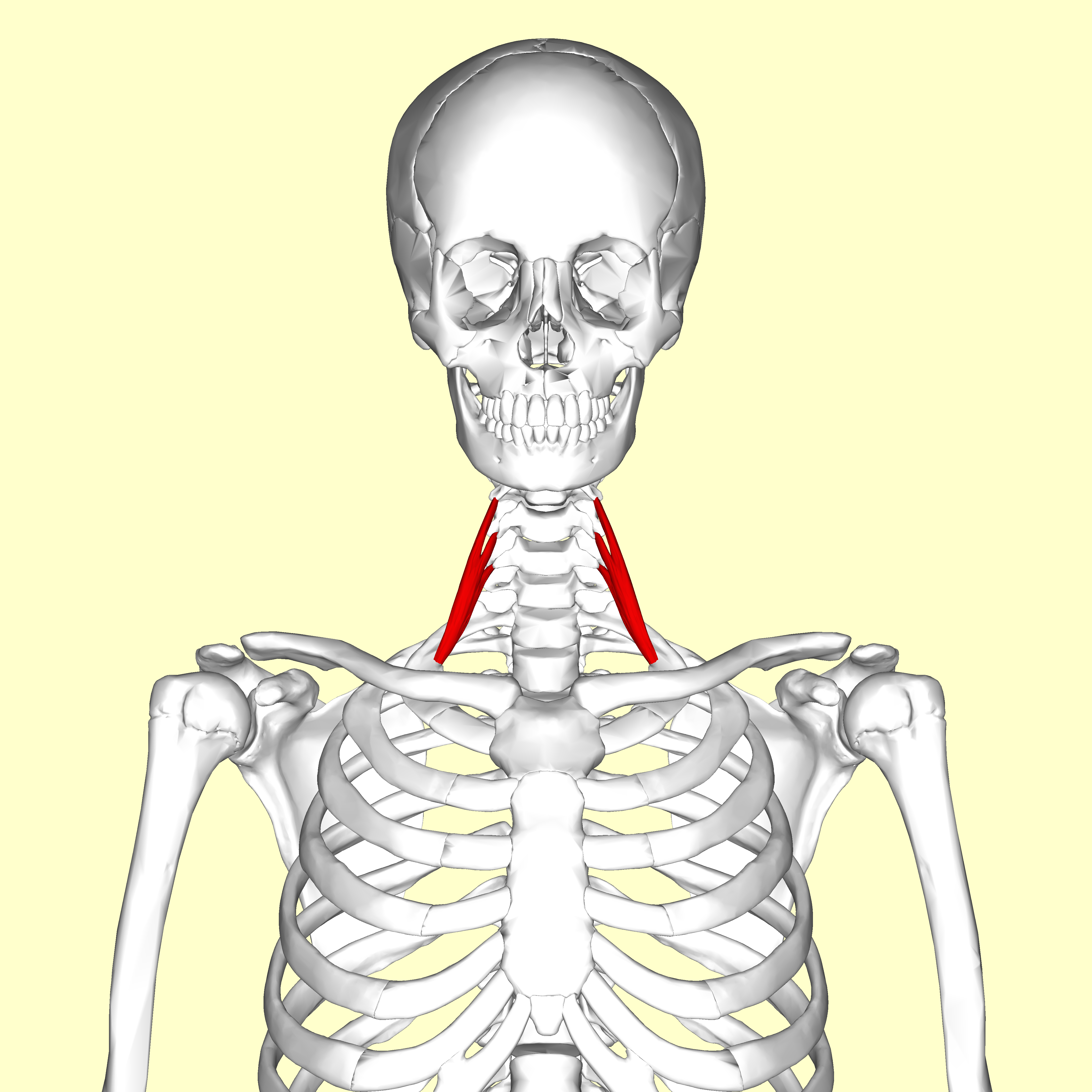
الأخمعية الأمامية

تتوضع العضلة الأخمعية الأمامية (باللاتينية: scalenus anterior)‏ عميقًا في جانب العنق خلف العضلة القترائية (القصية الترقوية الخشائية). تنشأ من الحديبات الأمامية للنواتئ المعترضة للفقرات الرقبية الثالثة والرابعة والخامسة والسادسة وتنزل بشكل عمودي تقريبًا لترتكز على الحديبة الأخمعية على الحافة الداخلية للضلع الأولى وعلى عرف السطح العلوي للضلع الثانية أمام الأخدود تحت الترقوة بوتر رفيع ومسطح. تعصبها الشعبتان الأماميتان للعصبين الرقبيين الخامس والسادس.

### الأخمعية المتوسطة

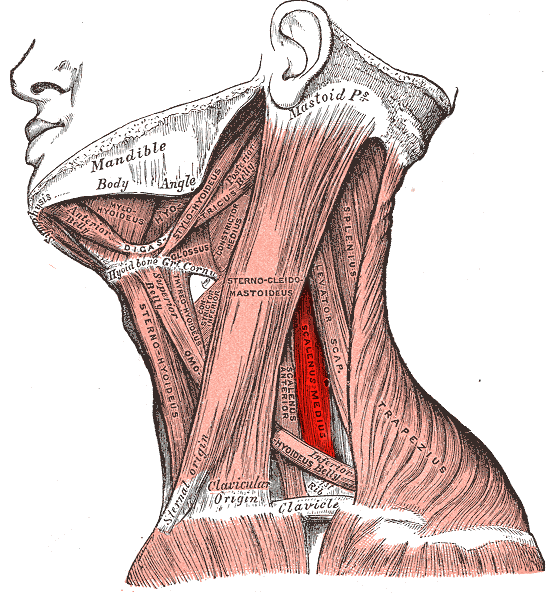
الأخمعية المتوسطة

العضلة الأخمعية المتوسطة (باللاتينية: scalenus medius)‏ هي الأطول والأكبر بين العضلات الأخمعية الثلاث. تنشأ العضلة الأخمعية المتوسطة من الحديبات الخلفية للنواتئ المعترضة للفقرات الرقبية الست السفلية. تنزل على طول الجانب الوحشي للعمود الفقري لتصل مرتكزها الواسع على السطح العلوي للضلع الأولى، خلف الأخدود تحت الترقوة. تمر الضفيرة العضدية والشريان تحت الترقوة أمام هذه العضلة.

### الأخمعية الخلفية

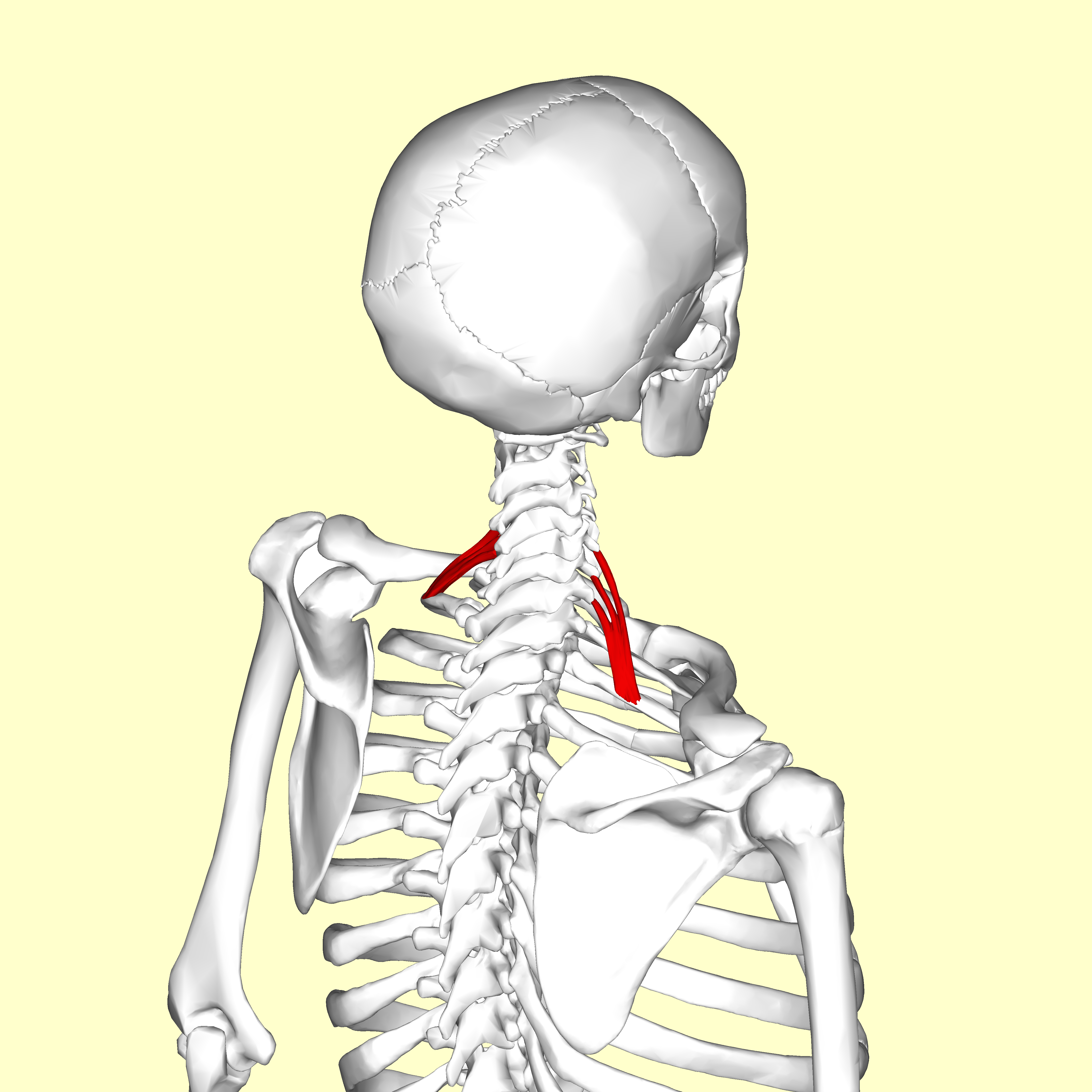
الأخمعية الخلفية

الأخمعية الخلفية (باللاتينية: scalenus posterior)‏ أصغر وأعمق العضلات الأخمعية، تنشأ عبر وترين أو ثلاثة من الحديبات الخلفية للنواتئ المعترضة للفقرات الرقبية الاثنتين أو الثلاث السفلية (ر5-7 أو ر6-7) وترتكز بوتر ضيق على السطح الخارجي للضلع الثانية، خلف ارتكاز الأخمعية الأمامية. تعصبها الأعصاب القحفية السادس والسابع والثامن. تندمج أحيانًا مع الأخمعية المتوسطة.

### الاختلافات
توجد أحيانًا عضلة أخمعية رابعة، تدعى العضلة الأخمعية الصغرى (عضلة سيبسون)، وتقع خلف الجزء السفلي من الأخمعية الأمامية.

## الوظيفة
ترفع العضلتان الأخمعيتان الأمامية والمتوسطة الضلع الأولى وتعطفان العنق نحو جهتهما، ترفع العضلة الأخمعية الخلفية الضلع الثانية وتُدير الرأس باتجاهها.
تؤدي  العضلات الأخمعية دورًا مساعدًا في التنفس، لأنها ترفع الضلعين الأولى والثانية، إلى جانب العضلتين القترائيتين.    

### العلاقات التشريحية
للعضلات الأخمعية ارتباطات مهمة بالبنى الأخرى في العنق. تمر الضفيرة العضدية والشريان تحت الترقوة بين الأخمعية الأمامية والمتوسطة. يمر الوريد تحت الترقوة والعصب الحجابي أمام الأخمعية الأمامية عند عبورها فوق الضلع الأولى. يكون منحى العصب الحجابي عند مروره أمام العضلة الأخمعية الأمامية عموديًا، بينما يسير الوريد تحت الترقوة أفقيًا.
يشكل مرور الضفيرة العضدية والشريان تحت الترقوة بين الأخمعية الأمامية والأخمعية المتوسطة الفرجة الأخمعية (الشق الأخمعي). يشار إلى المنطقة التي تتوضع فيها بالحفرة الرغامية الأخمعية. تحدها الترقوة من الناحية السفلية الأمامية، والرغامى من الناحية الأنسية، والعضلة شبه المنحرفة من الخلف، والعضلة الجلدية للعنق من الأمام.

## الأهمية السريرية
للعضلتين الأخمعيتين الأمامية والمتوسطة دور في بعض أنماط متلازمة مخرج الصدر إضافة إلى متلازمة ألم اللفافة العضلية، التي تحاكي أعراضها انفتاق القرص الفقري للفقرات الرقبية.
بما أن الضفيرة العضدية تمر بين العضلتين الأخمعيتين الأمامية والمتوسطة، تُستهدف هذه المنطقة لإجراء التخدير الناحي على يد طبيب التخدير. يدعى الحصار العصبي الناتج عن هذا التخدير حصار بين أخمعي، ويمكن استخدام هذا النمط من التخدير في جراحات الكتف أو الذراع.

## معرض صور

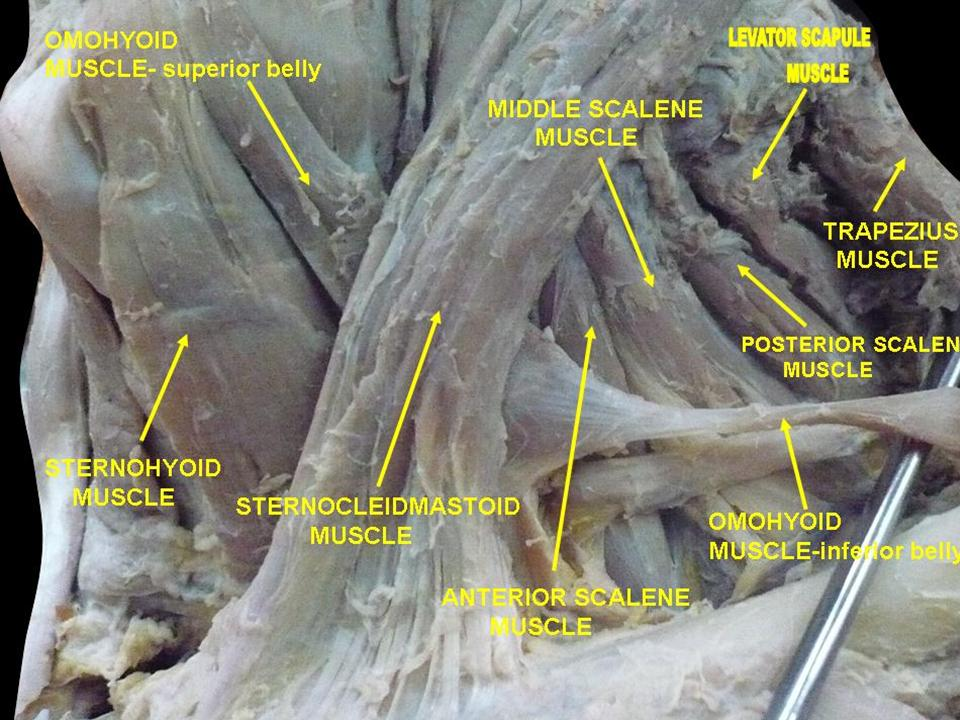
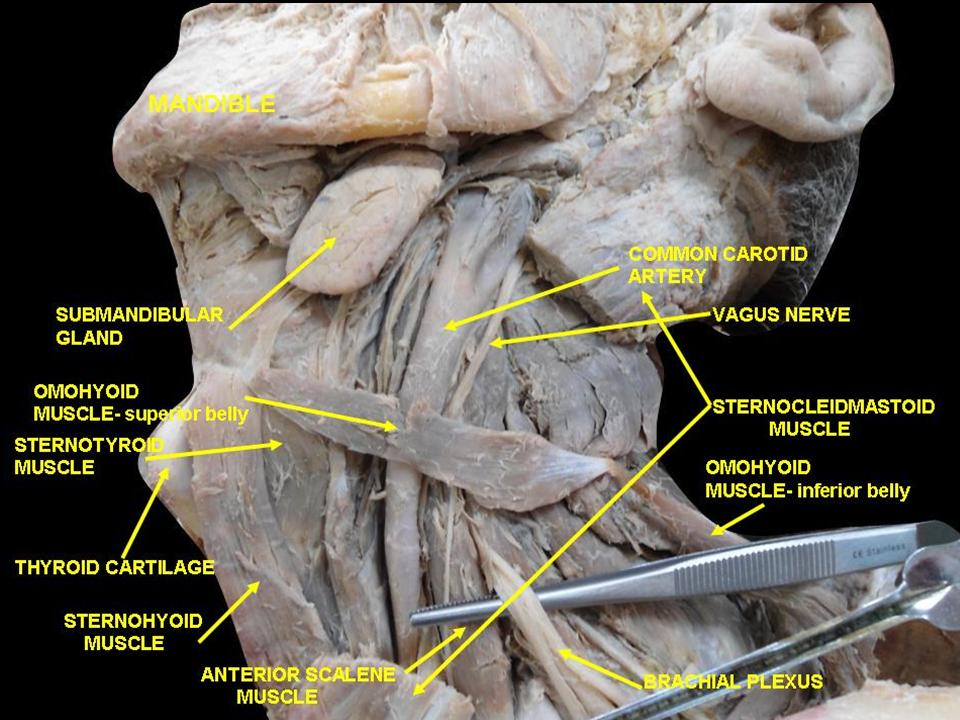